# Frederikshavn Provsti
Frederikshavn Provsti er et provsti i Aalborg Stift.  Provstiet ligger i Frederikshavn Kommune.
Frederikshavn Provsti består af 20 sogne med 27 kirker, fordelt på 13 pastorater.

## Pastorater
| Pastorater i Frederikshavn Provsti | Pastorater i Frederikshavn Provsti | Pastorater i Frederikshavn Provsti |
| ---------------------------------- | ---------------------------------- | ---------------------------------- |
| Abildgård Pastorat                 | Albæk Pastorat                     | Bangsbostrand Pastorat             |
| Elling Pastorat                    | Flade-Gærum Pastorat               | Frederikshavn Pastorat             |
| Råbjerg Pastorat                   | Skagen Pastorat                    | Skæve-Hørby Pastorat               |
| Sæby Pastorat                      | Torslev Pastorat                   | Volstrup-Understed-Karup Pastorat  |
| Åsted-Skærum Pastorat              |                                    |                                    |

## Sogne
| Sogne i Frederikshavn Provsti | Sogne i Frederikshavn Provsti | Sogne i Frederikshavn Provsti |
| ----------------------------- | ----------------------------- | ----------------------------- |
| Abildgård Sogn                | Albæk-Lyngså Sogn             | Bangsbostrand Sogn            |
| Elling Sogn                   | Flade Sogn                    | Frederikshavn Sogn            |
| Gærum Sogn                    | Hulsig Sogn                   | Hørby Sogn                    |
| Karup Sogn                    | Kvissel Sogn                  | Råbjerg Sogn                  |
| Skagen Sogn                   | Skærum Sogn                   | Skæve Sogn                    |
| Sæby Sogn                     | Torslev Sogn                  | Understed Sogn                |
| Volstrup Sogn                 | Åsted Sogn                    |                               |